# Centaurea solstitialis
Centaurea solstitialis, abrepuño - nombre vernáculo compartido con otras plantas espinosas de la península ibérica y al menos Argentina- es una especie fanerógama perteneciente a la familia de las asteráceas (=compuestas).

## Distribución
Es una planta nativa de Europa, de origen mediterráneo que ha colonizado áreas de clima similar en el norte y el sur de América.

## Descripción

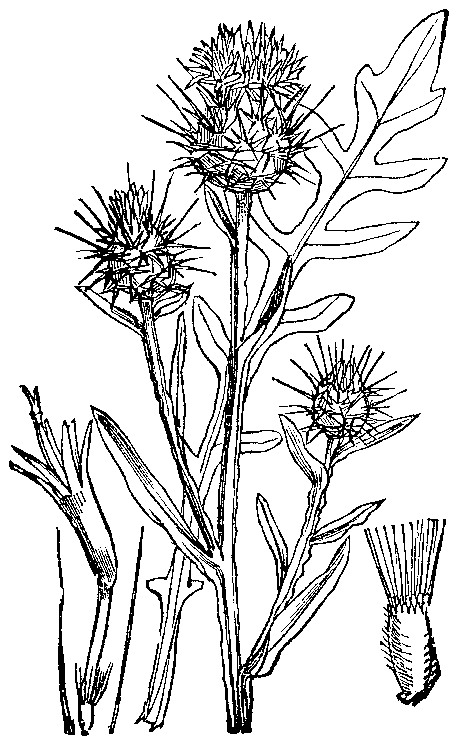
aquenio con vilano.

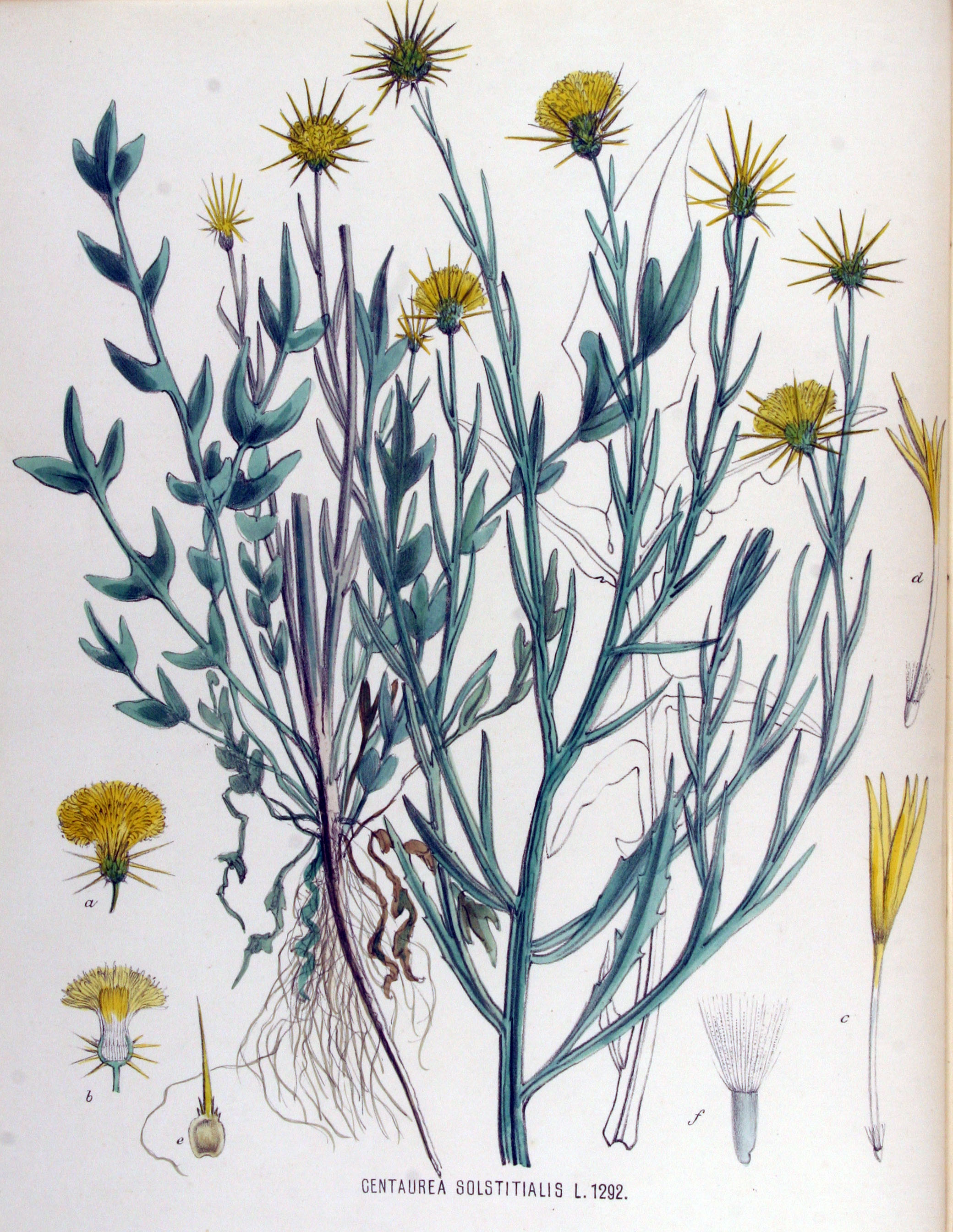
Ilustración en Flora Batava

Hierba bienal bastante grande, gris argentea, de tallos erectos y ramificados. Hojas inferiores pécioladas y pennatilobadas, las superiores sésiles y enteras, onduladas y éstrelladas. Inflorescencia cimosa. Capítulos de 1 a 2 cm, amarillo pálidas a doradas,  floretes tubulosos. Brácteas  terminadas en una espina horizontal, lignificada, de color blanquecina o amarillo pálido.
Florece al solsticio de verano, en sus lugares de origen.

## Propiedades
Usada en la terapia floral californiana.

## Taxonomía
Centaurea solstitialis fue descrita por Carolus Linnaeus y publicado en Species Plantarum 2: 917.  1753.
Citología
Número de cromosomas de Centaurea solstitialis (Fam. Compositae) y táxones infraespecíficos: n=8; 2n=16
Etimología
Centaurea: nombre genérico que procede del Griego kentauros, hombres-caballos que conocían las propiedades de las plantas medicinales. A esta raza pertenecía Quirón quien curó su pie herido con una flor de abrepuño.
solstitialisː epíteto latino que hace referencia al momento del año cuando florece esta planta.
Sinonimia
- Calcitrapa lutea Delarbre
- Calcitrapa solstitialis (L.) Lam.
- Centaurea cyanifolia Poir.
- Centaurea parvispina Láng ex Gugler
- Centaurea pseudosolstitialis Debeaux
- Cyanus solstitialis J.Presl & C.Presl
- Leucantha solstitialis (L.) Á.Löve & D.Löve[9]

subsp. carneola (Boiss.) Wagenitz
- Calcitrapa carneola (Boiss.) Holub
- Centaurea carneola Boiss.

subsp  erythracantha (Halácsy) Dostál
- Calcitrapa erythracantha (Halácsy) Holub
- Centaurea erythracantha Halácsy

subsp. pyracantha (Boiss.) Wagenitz
- Calcitrapa pyracantha (Boiss.) Holub
- Centaurea pyracantha Boiss.

subsp. schouwii (DC.) Gugler
- Calcitrapa schouwii (DC.)
- Centaurea schouwii DC.
- Centaurea sicula subsp. schouwii (DC.) Nyman
- Centaurea solstitialis subsp. schouwii (DC.) Dostál[10]

## Nombres vernáculos
- Castellano: abrepuño, abrimanos, abrojos, argazolla amarilla, arzolla, cardo alazorado, cardo estrellado de flor amarilla, gatinas, ramón pajarero.[11]